# Tuffi ai campionati europei di nuoto 2022 - Trampolino 1 metro maschile
La competizione del trampolino 1 metro maschile ai campionati europei di nuoto di Roma 2022 si è svolta il 18 agosto 2022, presso il complesso natatorio del Foro Italico di Roma, in Italia.
Il turno preliminare si è svolto alle ore 10:00. La finale si è svolta dalle ore 16:40.

## Risultati
In verde sono indicati i finalisti
| Class   | Tuffatore           | Nazione       | Preliminare | Preliminare | Finale          | Finale          |
| Class   | Tuffatore           | Nazione       | Punti       | Class       | Punti           | Class           |
| ------- | ------------------- | ------------- | ----------- | ----------- | --------------- | --------------- |
| Oro     | Jack Laugher        | Gran Bretagna | 365.30      | 2           | 413.40          | 1               |
| Argento | Lorenzo Marsaglia   | Italia        | 370.55      | 1           | 396.25          | 2               |
| Bronzo  | Giovanni Tocci      | Italia        | 355.75      | 4           | 386.20          | 3               |
| 4       | Moritz Wesemann     | Germania      | 328.90      | 7           | 379.00          | 4               |
| 5       | Jordan Houlden      | Gran Bretagna | 337.95      | 5           | 372.05          | 5               |
| 6       | Jules Bouyer        | Francia       | 337.65      | 6           | 365.60          | 6               |
| 7       | Stanislav Oliferčyk | Ucraina       | 327.85      | 8           | 343.20          | 7               |
| 8       | Timo Barthel        | Germania      | 363.00      | 3           | 340.70          | 8               |
| 9       | Guillaume Dutoit    | Svizzera      | 326.90      | 9           | 338.60          | 9               |
| 10      | Danylo Konovalov    | Ucraina       | 314.80      | 12          | 332.80          | 10              |
| 111     | Alberto Arévalo     | Spagna        | 323.40      | 10          | 305.05          | 11              |
| 12      | Gwendal Bisch       | Francia       | 317.35      | 11          | 295.95          | 12              |
| 13      | Elias Petersen      | Svezia        | 309.80      | 13          | Non qualificati | Non qualificati |
| 14      | Theofilos Afthinos  | Grecia        | 301.60      | 14          | Non qualificati | Non qualificati |
| 15      | Dariush Lotfi       | Austria       | 300.30      | 15          | Non qualificati | Non qualificati |
| 16      | Jonathan Suckow     | Svizzera      | 298.20      | 16          | Non qualificati | Non qualificati |
| 17      | Andrzej Rzeszutek   | Polonia       | 297.35      | 17          | Non qualificati | Non qualificati |
| 18      | David Ekdahl        | Svezia        | 279.85      | 18          | Non qualificati | Non qualificati |
| 19      | Tornike Onikashvili | Georgia       | 276.15      | 19          | Non qualificati | Non qualificati |
| 20      | Dimitar Isaev       | Bulgaria      | 250.75      | 20          | Non qualificati | Non qualificati |
| 21      | Robert Łukaszewicz  | Polonia       | 226.65      | 21          | Non qualificati | Non qualificati |
| 22      | Alexander Hart      | Austria       | 223.85      | 22          | Non qualificati | Non qualificati |
| 23      | Juho Junttila       | Finlandia     | 211.00      | 23          | Non qualificati | Non qualificati |
|         | Irakli Sakandelidze | Georgia       | dnf         | dnf         | Non qualificati | Non qualificati |